# 12289 Карно
12289 Карно (12289 Carnot) — астероїд головного поясу, відкритий 8 квітня 1991 року.
Тіссеранів параметр щодо Юпітера — 3,634.
Астероїд отримав назву на честь Саді Карно (1796-1832) французького фізика і математика.